# Strefa podmiejska
Strefa podmiejska – obszar otaczający miasto, z licznymi wzajemnymi powiązaniami funkcjonalno-przestrzennymi.
Na tym obszarze przeplatają się tradycyjne, typowo wiejskie, formy użytkowania ziemi z nowoczesnym, intensywnym, towarowym rolnictwem szklarniowym, warzywniczym, a także sadowniczym oraz chowem zwierząt gospodarskich.
Mieszkańcy stref podmiejskich są zatrudnieni głównie w zawodach pozarolniczych, dojeżdżają do pracy poza miejscem zamieszkania i prowadzą miejski tryb życia.